# Cratere Lampland (Marte)
Lampland è un cratere sulla superficie di Marte.
Il cratere è dedicato all'astronomo statunitense Carl Otto Lampland.